# رودا-کولونگا (استان ماسوویان)
رودا-کولونگا (به لهستانی:  Ruda-Kolonia) یک روستا در لهستان است که در گمینا بیلانه واقع شده‌است.